# Jaime Tohá
Jaime Manuel Tohá González (Chillán, 16 de junio de 1938) es un ingeniero forestal y político chileno, militante del Partido Socialista (PS). Se desempeñó como diputado de la República por el distrito N.° 20.
Anteriormente se desempeñó como ministro de Estado en los gobiernos de Salvador Allende, Patricio Aylwin y Eduardo Frei Ruiz-Tagle, y como intendente de la Región del Biobío en dos periodos: 2000-2006 y 2008-2010.

## Familia y estudios
Es uno de los tres hijos del inmigrante catalán José Tohá Soldavilla y de Brunilda González Monteagudo. Sus hermanos son José Tohá e Isidoro Tohá. Dos de sus sobrinas han seguido el camino político: María Soledad Tohá Veloso, quien lo sucedió en el cargo de intendente de la Región del Biobío en 2006; y Carolina Tohá, quien se ha desempeñado en varios cargos.
Estudió en el Liceo José Victorino Lastarria y en la Universidad de Chile de la capital. Luego cursó estudios de especialización en la Escuela Superior de Aguas y Bosques Nancy, Francia (1963), y recibió formación de silvicultura en la Universidad Tecnológica de Madrid, España (1968).
Está casado con Moira Lavanderos Croxatto y tiene dos hijos: Juan José y Jaime. Este último fue concejal de la Municipalidad de Santiago (2004-2008) y director de JUNAEB.

## Carrera política

### Inicios
De profesión ingeniero forestal, fue ministro de Agricultura en 1973 durante el Gobierno del presidente Salvador Allende.
Junto a su hermano José, también ministro de la Unidad Popular, estuvo detenido como prisionero político en el Campo de Concentración de Isla Dawson tras el golpe militar liderado por Augusto Pinochet. A diferencia de él, que perdió su vida tras el cautiverio (por las violaciones a sus derechos humanos, según el informe Rettig), salió al exilio hacia México, donde se desempeñó como experto consultor de la Organización de las Naciones Unidas para la Alimentación y la Agricultura (FAO).
Entre 1975 y 1989 esa organización lo envió a Mozambique y Angola, en África, donde trabajó en programas de agricultura.

### Retorno a la democracia
Tras el retorno de la democracia, participó en los gabinetes de los presidentes Patricio Aylwin y Eduardo Frei Ruiz-Tagle, en las carteras de Energía (1990) y de Economía (1994).
Posteriormente, presidió diversas firmas del Estado de Chile, tales como la Empresa Eléctrica Colbún (1994-1997), Empresa Nacional del Carbón (Enacar) (1997-1998), Empresa Portuaria de Chile (Emporchi) y Empresa Portuaria Valparaíso (1998). En 1998 asumió como ministro de Obras Públicas durante el Gobierno de Frei Ruiz-Tagle, en reemplazo del entonces candidato Ricardo Lagos.
Seguiría en el cargo hasta el fin del Gobierno de Frei Ruiz-Tagle desde donde pasaría a dirigir la Intendencia Regional del Biobío durante el Gobierno de Ricardo Lagos (2000-2006). Tras subir al poder Michelle Bachelet fue designado embajador en Cuba, cargo que asumió en abril de 2007. En diciembre de 2008, por orden de la mandataria, reasumió la Intendencia del Biobío, tocándole encarar el devastador terremoto del 27 de febrero de 2010.
A Tohá como presidente ejecutivo de Enacar le correspondió, en abril de 1997, cerrar la mina de carbón de Lota, por encargo de Frei Ruiz-Tagle, debido a que los costos de explotación más que duplicaban el valor del carbón importado.
Varios accidentes fatales, ocurridos pocos meses antes del cierre, dejaron en evidencia las fallas de seguridad de la mina y la necesidad de nuevas inversiones, que el Gobierno no estaba en condiciones de asumir. El cierre dejó a 1100 mineros y empleados de la carbonífera cesantes.
En 2013 consiguió un cupo en el Consejo Regional Metropolitano de Santiago para el periodo 2014-2018, representando la circunscripción Santiago II que agrupa a las comunas de Independencia. Recoleta, Santiago, Quinta Normal, Cerro Navia y Lo Prado. Renunció a dicho cargo en noviembre de 2016 para poder postular en las elecciones parlamentarias del año siguiente, siendo reemplazado por su compañero de partido Christian Seymour Suazo.
El 8 de abril de 2014, en el marco del segundo Gobierno de Bachelet, fue nombrado miembro de la Comisión Asesora Presidencial para la Descentralización y el Desarrollo Regional.
En noviembre de 2014 fue designado por la propia Bachelet como presidente del Consejo Directivo de la Comisión Chilena de Energía Nuclear (CChEN) en reemplazo de Renato Agurto.
En noviembre de 2016 renuncia a su cargo para presentarse a las elecciones parlamentarias de 2017 en las que obtuvo el cargo de diputado, tal como consta en la tabla de esta misma página. No se presentó a las siguientes elecciones del año 2021.

## Historial electoral

### Elecciones parlamentarias de 2017
- Elecciones parlamentarias de 2017 a Diputados por el distrito 20 (Chiguayante, Concepción, Coronel, Florida, Hualpén, Hualqui, Penco, San Pedro de la Paz, Santa Juana, Talcahuano y Tomé)[12]

## Reconocimientos
- 2014: Doctor honoris causa de la Universidad San Sebastián[13]

## Nota
1. ↑  La versión oficial del Gobierno indicó que José Tohá se quitó la vida, sin embargo, esto fue insistentemente descartado por la familia. En 2012, una pericia forense encargada por el juez Jorge Zepeda concluyó que la muerte de Tohá se trató de un homicidio.